# Hajdú vármegye

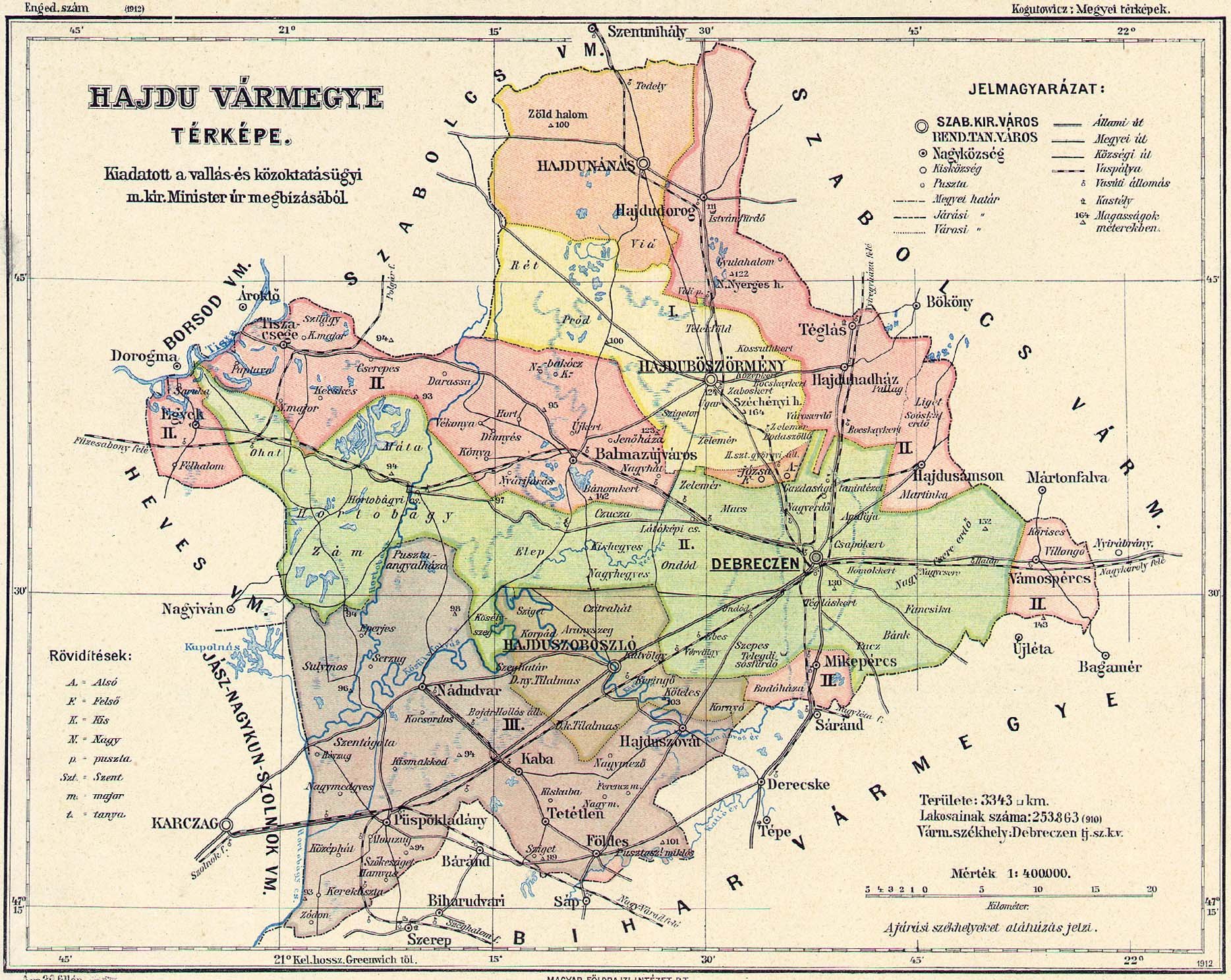
Hajdú vármegye közigazgatási térképe 1910-ből

Hajdú vármegye – eredeti nevén Hajdú megye – (németül: Komitat Haiduck, latinul: Comitatus Hajdonicalis) közigazgatási egység volt a Magyar Királyság középső részén, mely 1950-ben beolvadt Hajdú-Bihar megyébe. Székhelye Debrecen volt, ami azonban törvényhatósági jogú városként nem tartozott hozzá. Jelentős települései voltak még Hajdúböszörmény és Hajdúszoboszló.
Nevét a vármegye a 17. században ide letelepített hajdúknak köszönheti.

## Földrajz
Hajdú vármegye az Alföld lapos síkságán feküdt, kevés kiemelkedéssel. A területen néhol találni kunhalomnak nevezett mesterséges dombokat, melyeket a honfoglalás előtt itt élt népek építették árvízmentes menedékként vagy temetkezési hely céljára. A vármegye talaja igen változatos volt: a Hortobágy mentén mocsaras, a vármegye nyugati részén lösz, a többi részén kövér fekete termőföld. Hajdú vármegye szegény volt ásványkincsekben és vizekben: csak északon érintette a Tisza, valamint a Hortobágy folyó.
Északról Szabolcs vármegye, délről Bihar vármegye, nyugatról pedig Jász-Nagykun-Szolnok vármegye, Heves vármegye és Borsod vármegye határolta.

## Történelem
Hajdú vármegye az 1876-os megyerendezés során jött létre Hajdú megye néven az 1876. XXXIII. törvénycikk alapján, pontos területét pedig az 1877. I. törvénycikk határozta meg. Gerincét az addigi Hajdú kerület városai (Nánás, Dorog, Böszörmény, Hadház, Szoboszló és Vámos-Pércs) adták. Ezeken kívül hozzácsatoltak még tíz községet Szabolcs vármegyéből (Csege, Balmaz-Ujváros, Téglás, Egyek, Nádudvar, Püspök-Ladány, Szovát, Tetétlen, Földes és Józsa-Szent-György), illetve hármat Bihar megyéből (Kaba, Mike-Pércs és Sámson).
A trianoni békeszerződés teljes egészében Magyarországnak hagyta és az 1923-as megyerendezés sem érintette Hajdú vármegyét. A 2. világháború után azonban az 1945-ös megyerendezés során hozzácsatolták Szabolcs megyétől Fülöp, Nyírábrány és Nyírmártonfalva községeket.
Jelentős változás az 1950-es megyerendezéssel következett be, mikor Hajdú megyéből és Bihar megye egy részéből, valamint néhány Szabolcs megyétől átcsatolt községből létrejött Hajdú-Bihar megye Debrecen székhellyel. Ezzel az önálló Hajdú vármegye 74 éves története véget ért.

### Hajdú vármegyefőispánjainaklistája
| Név                                                      | Időszak                           |
| -------------------------------------------------------- | --------------------------------- |
| Miskolczy Lajos                                          | 1876-1883                         |
| gróf Degenfeld József                                    | 1883-1901                         |
| Bizáky Puky Gyula                                        | 1902-1903                         |
| Domahidy Elemér                                          | 1903-1906                         |
| Weszprémy Zoltán                                         | 1906 április-1910                 |
| Domahidy Elemér                                          | 1910-1918                         |
| Weszprémy Zoltán                                         | 1918                              |
| Rásó István                                              | 1918-1919                         |
| Neviczky János                                           | 1919                              |
| Szomjas Gusztáv                                          | 1920-1922                         |
| Miskolczy Lajos                                          | 1922-1923                         |
| dr. Hadházy Zsigmond                                     | 1923-1932                         |
| báró Vay László                                          | 1932-1937                         |
| Fáy István                                               | 1937-1938                         |
| Losonczi Lossonczy István                                | 1938-1941                         |
| Szilassy László                                          | 1942-1943                         |
| Bessenyey Lajos                                          | 1943-1944                         |
| Őry István                                               | 1945-1946                         |
| dr. Balogh István                                        | 1946. február 14. – 1948          |
| Domokos János                                            | 1948. október-1949                |
| Tatár Kiss Lajos (főispáni teendőkkel megbízott alispán) | 1949. szeptember-1950. június 15. |

## Lakosság
1900-ban a vármegye lakosság 223,612 fő volt, ebből:
- magyar: 221,798 (99,2%)
- német: 972 (0,4%)
- román: 288 (0,1%)

## Közigazgatás

### Járási beosztás
A vármegye 1876-os megalakulásától kezdve kettő, 1901 és 1926 között három, majd ismét két járásra oszlott.
A megye délnyugati részének hat községe kezdetben a Nádudvari járást, majd 1901-től Hajdúszoboszlói járást, végül 1930-tól a Püspökladányi járást alkotta. Az elnevezés a járás székhelyének áthelyezéseit követte.
A megye többi községe először a Debrecen székhelyű Balmazújvárosi járáshoz tartozott. Ezt 1901-ben kettéosztották a Debrecen székhelyű Központi járásra és a Hajdúböszörményi járásra. Végül 1926-ban az utóbbi beolvadt az előbbibe, így ettől kezdve ismét csak két járása volt Hajdú vármegyének.

### Városai
Kezdetben öt rendezett tanácsú város tartozott a megyéhez: Hajdúböszörmény, Hajdúdorog, Hajdúhadház, Hajdúnánás és Hajdúszoboszló. Ezek közül azonban a városi feladatokkal járó magas adóterhek miatt Hajdúdorog 1886-ban, Hajdúhadház pedig 1891-ben nagyközséggé alakult feladva városi rangját. Az utóbbi település 1925-ben ismét várossá alakult, de a korábbi esethez hasonló okokból 1935-től másodszor is feladta e rangot.
Ezen kívül Hajdú vármegye területébe ékelődve, azt négy különálló darabra vágva feküdt Debrecen városa, mely törvényhatósági jogú városként nem volt a megye része.